# La Couture (Pas-de-Calais)
La Couture é uma comuna francesa na região administrativa de Altos da França, no departamento de Pas-de-Calais. Estende-se por uma área de 13,52 km². Em 2010 a comuna tinha 2 792 habitantes (densidade: 206,5 hab./km²).
Está geminada com a vila portuguesa de Murça.